# Tigst Assefa
Tigst Assefa Tessema (3 de dezembro de 1996) é uma fundista etíope, medalhista olímpica e ex-recordista mundial da maratona.
Ex-corredora dos 800 metros, que participou desta prova nos Jogos da Rio 2016 sem conseguir chegar à final, ela mudou para a maratona e em abril de 2022 estreou na distância fazendo 2:34:01 numa maratona na Arábia Saudita. Em setembro do mesmo ano, porém, abaixou sua primeira marca em mais de 18 minutos e venceu a Maratona de Berlim em 2:15:37, recorde de Berlim e recorde nacional etíope, uma vitória e um tempo inesperados já que ela não tinha nenhum resultado expressivo anterior na distância.
Em 2023 disputou novamente  a Maratona de Berlim e venceu em 2:11:53, quebrando o recorde mundial e abaixando a antiga marca – 2:14:04 da queniana Brigid Kosgei – em mais de dois minutos.
Esta foi a primeira vez que, apesar de terem grandes fundistas através dos anos, uma etíope quebrou o recorde mundial da maratona. Duas delas delas já foram campeãs olímpicas,  Fatuma Roba em Atlanta 1996 e Tiki Gelana em Londres 2012, mas nunca uma delas tinha sido recordista mundial (três homens já o foram). A marca de Assefa é mais rápida que a melhor marca do lendário fundista etíope Abebe Bikila, o primeiro africano a ganhar uma medalha de ouro nos Jogos Olímpicos, bicampeão olímpico desta prova em Roma 1960 e Tóquio 1964 e o primeiro recordista mundial etíope. Seu recorde foi quebrado no ano seguinte pela queniana Ruth Chepngetich, na Maratona de Chicago.
Conquistou o segundo lugar na Maratona de Londres de 2024, em 2:16:23, sendo derrotada pela campeã olímpica Peres Jepchirchir, do Quênia.
Em Paris 2024 ela disputou a maratona olimpica e ficou com a medalha de prata, depois de um duelo até os metros finais com a campeã, a holandesa Sifan Hassan.
Em abril de 2025 venceu a Maratona de Londres em 2:15:50, marca que lhe deu o recorde mundial feminino em prova disputada apenas por mulheres.